# Edvin Kanka Ćudić
Edvin Kanka Ćudić (in serbo Eдвин Канка Ћудић?; Brčko, 31 dicembre 1988) è un attivista bosniaco per i diritti umani, artista marziale, giornalista e politico che ha fondato l'UDIK in  Bosnia-Erzegovina. Il suo trisavolo è Ibrahim Ustavdić.

## Biografia
Nato a Brčko, Jugoslavia (ora Bosnia ed Erzegovina), cresciuto a Gračanica e Brčko, studiato a Sarajevo e Istanbul, vive a Sarajevo.

### Arti Marziali
All'età di 14 anni, Ćudić si unì all'Accademia delle Arti Marziali della Bosnia ed Erzegovina, alias l'AMA (membro della International Martial Arts Federation - IMAF Europe), guidata da Boško Vidović. Nell'AMA, Ćudić si allenò per 8 anni e guadagnò una cintura nera in Jūjutsu; più tardi addestrato Jūdō e nel 2017 ha guadagnato una cintura nera. Nel 2017 ha conseguito il 1° Dan di judo. Ha iniziato a praticare l'aikido nel 2017. Nel 2022 nella Vrnjačka Banja si è classificato 1° Dan di Saša Obradović Shidōin. È membro dell'Aikikai Serbia.
Dal 2006 al 2008 è stato istruttore di Jūjutsu presso le scuole di arti marziali appartenenti all'AMA.

### Giornalismo
Come giornalista, dal 2008 al 2014 ha collaborato con i molti media regionali dei Balcani, tra cui Monitor, Peščanik, e-novine, Republika, Slobodna Bosna e Behar. Si è laureato in giornalismo nel 2012 presso all'Università di Sarajevo. Nel 2018, nella stessa università, ha conseguito un laurea magistrale in scienze politiche.

### Diritti umani
Attualmente è coordinatore dell'UDIK. In qualità di coordinatore dell'UDIK, pubblica e presenta i documenti pubblici sui crimini di guerra in Bosnia-Erzegovina,  ma lavora anche sulla mappatura dei monumenti alle vittime dell'ultima guerra in ex Jugoslavia.

## Opere
- 2012, Taj maj '92., Brčko;
- 2019, Ne u naše ime: s one strane srbijanskog režima, Sarajevo;